# سیارک ۱۴۴۴۹۶
سیارک ۱۴۴۴۹۶ (به انگلیسی: 144496 Reingard، نامگذاری:2004EZ66) صد و چهل و چهار هزار و چهارصد و نود و ششمین سیارک کشف شده‌است که در ۱۴ مارس ۲۰۰۴ کشف شد.